# Кыргызский экономический университет имени Мусы Рыскулбекова
Кирги́зский экономи́ческий университе́т и́мени Мусы́ Рыскулбе́кова (кирг. Муса Рыскулбеков атындагы Кыргыз экономикалык университети, англ. Kyrgyz economic university of named Musa Ryskulbekov) — многоуровневое учебное заведение экономического направления Киргизской Республики. Расположено в Бишкеке.

## История
История учебного заведения начинается с 1953 года, когда Постановлением Совета Министров Киргизской ССР от 28 октября 1953 года был создан Фрунзенский техникум советской торговли (ФТСТ). В 1957 году состоялся первый выпуск специалистов. В последующие годы техникум был переименован в Бишкекский техникум советской торговли (БТСТ), а в 1991 году — Бишкекский коммерческий колледж (БКК).
В 1997-году — Бишкекский высший коммерческий колледж (БВКК). В декабре 1999 года — Бишкекский государственный институт экономики и коммерции (БГИЭК). В 2003 году — Бишкекским государственным университетом экономики и предпринимательства (БГУЭП). С 2004 года в образовательный процесс БГУЭП начали внедряться принципы Болонского процесса. В 2000 году был открыт Диссертационный совет по защите кандидатских диссертаций по экономике ВАК Кыргызской Республики. В 2005-году была издана первая университетская газета «Параллель», а с 2006-года — журнал «Вестник БГУЭП» (ныне «Вестник КЭУ»). 30-октября 2007-года — Кыргызский экономический университет (КЭУ). В Кыргызском экономическом университете были созданы новые институты, научно-исследовательские структуры, — открыт Специализированный совет по защите докторских диссертаций по экономике НАК Кыргызской Республики. 29-сентября 2011-года Постановлением № 608 Правительства КР Кыргызскому экономическому университету было присвоено имя видного учёного-экономиста, профессора Мусы Рыскулбековича Рыскулбекова. В 2012 году КЭУ прошел международную аккредитацию по двум направлениям высшего профессионального образования.
Руководители учебного заведения с 1954 года по настоящее время:
- Красноперов Николай Иванович — с 1954 по 1964 год.
- Туганбаева Клара Караталовна — с 1964 по 1976 год.
- Касымбекова Клара Касымбековна — с 1976 по 1981 год.
- Ракишев Женишбек Ракишевич — с 1981 по 1987 год.
- Байсубанова Светлана Турдубаевна — с 1987 по 1994 год.
- Камчыбеков Толобек Кадыралиевич — с 1995 по 2019 год.
- Кадыралиев Алмаз Токтобекович — c 2019 года по настоящее время.

## Структура
Кыргызский экономический университет имени Мусы Рыскулбекова включает 11 кафедр, 1 институт, 4 центра, а также колледж и лицей при университете .
Кафедры
- Экономическая теория и мировая экономика им. С. М. Мансурходжаева;
- Финансов и кредита им. С. А. Сулайманбекова;
- Бухгалтерского учёта, анализа и аудита;
- Туризма, гостеприимства и предпринимательства;
- Прикладной информатики;
- Товароведения и экспертизы товаров;
- Экономико-математические методы и статистика;
- Государственного и официального языков;
- Кафедра иностранных языков;
- Философии и социально-гуманитарных наук;
- Экономики, менеджмента и маркетинга.

Институт прикладной математики и информационных технологий

### Центры
- Центр информационных технологий;
- Центр карьеры и маркетинга;
- Центр физической культуры и спорта;
- Центр непрерывного образования и повышения квалификации

## Награды и достижения КЭУ
- 2015- Премия Кыргызской Республики по качеству в номинации «Образование».
- 2022 — Орден «Данк»[2].

## Наука и исследования
Университет выпускает следующие журналы:
- Ежеквартальный научно-практический журнал «Вестник Кыргызского экономического университета»;
- Международный ежеквартальный научно-информационный журнал «Экономика и статистика»;
- Ежеквартальный научно-информационный журнал «Экономический вестник»;
- Ежеквартальный научно-практический журнал «Главный бухгалтер» (КЭУ является соучредителем).

В университете более 15 лет действует Межведомственный совет по защите докторских и кандидатских диссертаций. Диссертационный совет утвержден при Кыргызском экономическом университете им. М. Рыскулбекова приказом Высшей аттестационной комиссии Кыргызской Республики № 20 от "1 марта 2011 г.